# Maggie Sawyer
Margaret Sawyer est un personnage de fiction de DC Comics, existant dans les univers de Superman et Batman introduit tout d'abord dans les comics Superman en 1987.

## Biographie fictive
Maggie est un officier de la police de Star City. Quand elle est devenue lieutenant, elle a épousé son capitaine James Buchanan Sawyer. Tous les deux ont une fille Jamie. 
On apprend que Maggie est lesbienne, elle a découvert qu'elle aimait les femmes et a divorcé puis a déménagé à Metropolis, laissant la garde de leur fille à son ex-mari. Elle est l'un des premiers personnages ouvertement homosexuels.

### Superman
Elle a été l'un des contacts de la police de Metropolis pour Superman. D'abord assez réticente à Superman, elle changera d'avis lorsque celui-ci la sauvera d'une bande de terroristes. Compétente dans ses fonctions, Maggie gravit les échelons et devient inspecteur. Pendant qu'elle sera à Métropolis, Maggie aura une relation amoureuse avec la reporter Toby Raines.
En 2002, Maggie quitte Métropolis pour Gotham. Elle apparaît dans la série Gotham Central, où elle rejoint le GCPD et deviendra commissaire.
Elle apparaît également dans le comics Batwoman. Elle deviendra la petite amie de l'alter-ego de Batwoman. Au début, elle ignora la vérité sur l'identité de Batwoman ne sachant pas qu'elle était la petite amie de la justicière. Katherine Kate finit par révéler son secret à la femme qu'elle aime.
Sawyer est également un personnage récurrent dans la saga Batman Eternal. Lorsque Jason Bard démissionne, elle prend sa place en tant que commissaire.

## Biographies alternatives

### Supergirl
Maggie Sawyer apparaît dans la série télévisée Supergirl pour la première fois dans l'épisode 3 de la saison 2. Elle travaille alors au NCPD. Elle rencontre Alex Danvers, la sœur adoptive de Supergirl, qui l'accuse d’empiéter sur sa scène de crime. Malgré leur confrontation lors de leur première rencontre, elles finiront par devenir amies. Cependant, Alex finit par découvrir qu'elle était amoureuse de Maggie et lui déclare ses sentiments. Cette dernière la rejette. Mais, quelques épisodes plus tard, Maggie revient sur sa décision et commence une relation avec Alex.
On apprend qu'elle est née à Blue Springs au Nebraska.
Elle avoue à Alex que ses parents n'ont pas accepté son homosexualité. Son père l'a chassée de la maison et elle est partie vivre chez sa tante.

## Œuvres où le personnage apparaît

### Séries animées
- Superman, l'Ange de Metropolis (Superman: The Animated Series, Paul Dini, Bruce Timm, 1996-2000) avec Joanna Cassidy (VF : Sophie Deschaumes)

### Séries télévisées
- Smallville avec Jill Teed, Maggie est inspecteur à Métropolis et apparaît dans 4 épisodes de la série.
- Supergirl avec Floriana Lima, Maggie est une détective au National City Police Department (Police de National City) et membre de la police scientifique. Elle a un rôle récurrent dans les saisons 2 et 3.